# Samsung Motors
Samsung Motors Inc. (kurz SMI) war ein südkoreanischer Automobilhersteller mit Sitz in Busan und Tochtergesellschaft von Samsung. Das Unternehmen wurde 2000 mehrheitlich an Renault verkauft und firmiert danach als Renault Samsung Motors, seit 2022 als Renault Korea Motors.

## Geschichte
Bereits vor Gründung von SMI hatte Samsung 1976 die Übernahme von Shinjin Motors erwogen. Im Jahr 1984 wurde mit Chrysler über ein Joint Venture verhandelt. Auf Druck der Regierung wurden diese Gespräche allerdings abgebrochen. Der Konzern trat in den folgenden Jahren mehrfach an Automobilhersteller heran, um eine technische Zusammenarbeit zu erörtern: Fiat und Volkswagen (1987), Honda (1989), BMW (1992) und Peugeot (1993). In den Jahren 1990 und 1994 schloss Samsung ein technisches Lizenzierungsabkommen mit Nissan-Diesel bzw. mit Nissan. Im Jahr 1994 wurde das von Samsung Heavy Industries hergestellte Konzeptfahrzeug Samsung SEV-III präsentiert. Die von Samsung Heavy Industries begonnene Nutzfahrzeugherstellung wurde 1996 in das Unternehmen Samsung Commercial Vehicles (SCV) ausgegliedert. Beide Tochtergesellschaften – SCV und SMI – bildeten ab 1997 die Samsung Automotive Subgroup.
Als Gründe für diesen Schritt zur Automobilproduktion werden kompetitive Nachahmung (der konkurrierenden Hyundai-Gruppe), Legitimitätssuche sowie auf wirtschaftlicher Ebene das Interesse an einer Diversifizierung und mögliche Synergieeffekte genannt. Hinzu kommt eine weitere Reihe anekdotisch anmutender Aspekte.
Das Unternehmen Samsung Motors Inc. wurde 1995 gegründet. Die Produktion wurde aufwendig vorbereitet. Mehr als 1300 Fließbandmitarbeiter und Ingenieure von SMI und der 90 koreanischen Zulieferer wurden 1995 zu Schulungen in die japanischen Nissan-Werke entsendet. Zudem wurden Mitarbeiter und Lieferanten im Werk Busan von 200 Ingenieuren und Technikern geschult. Des Weiteren eröffnete Samsung Motors Niederlassungen in Detroit, Tokio und Frankfurt, und 1995 wurde Samsung Design America, Inc. als Designzentrum gegründet. Die eigens eingeführte Samsung Motors Card zählte rund 3,5 Millionen Inhaber, denen in teilnehmenden Geschäften Rabatte eingeräumt werden sollten.
Der Produktionsstart fiel allerdings mit der Asienkrise zusammen. Die ersten Fahrzeuge wurden im März 1998 ausgeliefert. Im ersten Jahr verkaufte SMI nur 45.000 Einheiten, hauptsächlich an Samsung-Mitarbeiter. Anvisiert waren ursprünglich 80.000 Fahrzeuge. Der Verlust der ersten beiden Quartale summierte sich auf 192 Millionen USD.
Im März 1998 wurde eine Kooperation mit Ford erörtert. Als Samsung im Oktober 1998 aus den Verhandlungen über eine Übernahme von Kia ausstieg, war dies richtungsweisend für die weitere Geschichte des Unternehmens.
Zunächst war eine Übernahme durch Daewoo geplant. Diese scheiterte trotz der bereits unterschriebenen Absichtserklärung an finanziellen Fragen. Außerdem sollte Daewoo die defizitäre Produktion des Modells SM5 um fünf (anstelle der bereits zugesagten zwei) Jahre fortführen.
Im Juni 1999 meldete SMI ein Konkursverfahren an.
Die Verbindlichkeiten von SMI in Höhe von 3,7 Milliarden USD trug zu rund zwei Dritteln der Vorstandsvorsitzende, den Rest übernahmen die anderen Samsung-Tochtergesellschaften.
Renault unterzeichnete ebenfalls eine Absichtserklärung. Das Unternehmen galt wegen seiner kurz zuvor geschlossenen Allianz mit Nissan als bevorzugter Partner. Es erwarb eine 70%ige Unternehmensbeteiligung schließlich für einen Betrag von 562 Millionen USD. Im September 2000 wurde Renault Samsung Motors gegründet. Der Einstieg Renaults gilt als Beginn der wahren Globalisierung der südkoreanischen Automobilindustrie.

## Modelle
Das einzige hergestellte Modell war der auf dem Nissan Maxima A32 basierende Samsung SM5, der mit einem 2,0-l-Vierzylindermotor und einem 2,5-l-V6-Motor angeboten wurde. In einigen Ländern wurden die Modelle auch als SQ5 bezeichnet. Das Modell wurde nach Peru, Chile, Panama, China, in den Libanon und nach Ägypten exportiert.
Es werden Produktionszahlen von 41.593 (für 1998) bzw. 6362 (für 1999) angegeben. Bei der Produktion wurden 27,5 % der Teile von anderen Samsung-Tochtergesellschaften bezogen.